# Dudley Brooks
Dudley Brooks (Los Angeles, 22 dicembre 1913 – Los Angeles, 17 luglio 1989) è stato un musicista statunitense.
Nella sua carriera è stato pianista, arrangiatore e compositore jazz.

## Biografia
Brooks nacque il 22 dicembre 1913 a Los Angeles, California. Mentre era sotto contratto con i Paramount Studios, Brooks trascorse molto tempo lavorando come pianista presso il Radio Recorders studio di Los Angeles. Per molti anni, Radio Recorders fu uno degli studi di registrazione più noti del paese e ospitò artisti come Charlie Parker, Louis Armstrong ed Elvis Presley. Presley era anche sotto contratto con i Paramount Studios, con cui stava girando film come Girls! Girls! Girls! e Blue Hawaii. Paramount, per garantire che le registrazioni ed i film di Presley rimanessero nei tempi previsti, forniva regolarmente musicisti con cui lavorare in studio a Radio Recorders. Di conseguenza, Brooks sviluppò un rapporto professionale con Presley che ha andò avanti per decenni.
Insieme, hanno collaborato a molti album e film tra cui:
- A Date with Elvis
- Blue Hawaii
- Elvis for Everyone!
- Elvis' Gold Records Volume 4
- Elvis Sings Flaming Star
- Elvis' Christmas Album
- Fun in Acapulco
- G.I. Blues
- Girls! Girls! Girls!
- It Happened at the World's Fair
- Kid Galahad (colonna sonora)
- Jailhouse Rock
- Let's Be Friends
- Loving You
- Peace in the Valley
- Pot Luck with Elvis
- Roustabout
- Something for Everybody
- Viva Las Vegas (colonna sonora)
- Wild in the Country (colonna sonora)

Brooks, uno dei pochi afroamericani che ha lavorato con Presley, ha minimizzato le accuse secondo cui Presley era un razzista.
Durante la sua carriera, Brooks ha anche composto una serie di canzoni spesso in collaborazione con altri cantautori. Tra le sue opere c'è la famosa canzone di Natale (Everybody's Waitin' For) The Man with the Bag. Resa popolare da Kay Starr nel 1950, la canzone è stata interpretata da molti artisti tra cui la Brian Setzer Orchestra e Vonda Shepard.
Brooks morì nella città di Los Angeles, sua città natale, nel 1989.